# Sittasomus
Sittasomus is een geslacht van zangvogels uit de familie ovenvogels (Furnariidae). De enige soort:
- Sittasomus griseicapillus – Grijze muisspecht